# Kim Jin-woo (ca sĩ)
Kim Jin-woo (Hangul: 김진우, Hán-Việt: Kim Tần Vũ, sinh ngày 26 tháng 9 năm 1991 ở Hàn Quốc) là ca sĩ người Hàn Quốc và là thành viên lớn tuổi nhất của nhóm nhạc thần tượng WINNER. Trong số các thành viên WINNER (tiền thân là team A), anh là thực tập sinh lâu nhất ở YG (4 năm). Anh cùng với Kang Seung Yoon cũng là một trong những thành viên của đội hình team A ban đầu (trước khi Nam Tae Hyun, Song Min Ho, Lee Seung Hoon gia nhập). Trước đó, anh từng là thực tập sinh ở học viện của BIGBANG Seungri (Joy Dance - Plug In Music Academy).Vào ngày 14/8/2019 anh chính thức ra mắt với vai trò nghệ sĩ solo. Cùng ngày anh phát hành ca khúc "Call anytime"(또또또) có sự góp giọng của thành viên cùng nhóm - Mino. Hiện anh và thành viên cùng nhóm Lee Seunghoon đang thực hiện nghĩa vụ quân sự. Đã xuất ngũ vào năm 2022.

## Phim đã quay
- 2013: WIN: Who is Next
- 2013 - 2014: WINNER TV
- 2016: Magic Cell Phone
- 2016: Love for a Thounsand more

### Music video
| Bài hát           | Ca sĩ       | Độ dài | Vai trò   | Tham khảo |
| ----------------- | ----------- | ------ | --------- | --------- |
| "Ringa Linga"     | Taeyang     | 3:49   | Khách mời | [ 2 ]     |
| "Empty"           | Winner      | 4:07   | Chính anh |           |
| "Color Ring"      | Winner      | 4:24   | Chính anh |           |
| "I'm Him"         | Song Min-ho | 3:21   | Khách mời | [ 3 ]     |
| "Sentimental"     | Winner      | 3:43   | Chính anh |           |
| "Baby Baby"       | Winner      | 5:05   | Chính anh |           |
| "Really Really"   | Winner      | 3:40   | Chính anh |           |
| "Fool"            | Winner      | 3:54   | Chính anh |           |
| "Love me Love me" | Winner      | 3:43   | Chính anh |           |
| "Island"          | Winner      | 3:37   | Chính anh |           |
| "Everday"         | Winner      | 3:35   | Chính anh |           |
| "Millions"        | Winner      | 3:36   | Chính anh |           |
| "Ah Yeah"         | Winner      | 3:12   | Chính anh |           |
| "Call anytime"    | Kim Jinwoo  | 3:47   | Chính anh |           |
| "SOSO"            | Winner      | 3:56   | Chính anh |           |